# Santa Rita de Minas
Santa Rita de Minas est une municipalité brésilienne de l'État du Minas Gerais et la microrégion de Caratinga.